# Eurovision Young Musicians 2006
Eurovision Young Musicians 2006 var den 13. udgave af Eurovision Young Musicians.
Finale blev afholdt den 12. maj 2006 på Rathausplatz i Wien. Arrangementet blev produceret af ORF for European Broadcasting Union. 2006 var Mozarts internationale år, og konkurrencen var derfor dedikeret til Mozart.
Der var 18 deltagere, og syv blev udvalgt til at deltage i tv-finalen. Wiener Symphoniker dirigeret af Christian Arming deltog også.
Andreas Brantelid fra Sverige vandt konkurrencen, hvor Norge og Rusland blev henholdsvis anden og tredje.

## Resultater

### Semifinale
I alt atten lande deltog i semifinalerunden af 2006-konkurrencen, hvoraf syv kvalificerede sig til den store tv-finale.

#### Del 1 (7. maj)
| Land                  | Performer                   | Instrument | Resultat                   |
| --------------------- | --------------------------- | ---------- | -------------------------- |
| Belgien               | Ilia Laporev                | Cello      | Kunne ikke kvalificere sig |
| Bulgarien             | Ivan Szvetozarevo Gerasimov | Fagot      | Kunne ikke kvalificere sig |
| Cypern                | Jórgosz Mánnurisz           | Piano      | Kunne ikke kvalificere sig |
| Grækenland            | Jónian-Ilia Kadesa          | Violin     | Kunne ikke kvalificere sig |
| Kroatien              | Varga Zita                  | Cello      | Kunne ikke kvalificere sig |
| Norge                 | Tine Thing Helseth          | Trumpet    | Kvalificeret               |
| Rumænien              | Alina Elena Bercu           | Piano      | Kvalificeret               |
| Serbien og Montenegro | Marija Godjrvač             | Piano      | Kunne ikke kvalificere sig |
| Storbritannien        | Jennifer Pike               | Violin     | Qualified                  |
| Schweiz               | Simone Sommerhalder         | Obo        | Kvalificeret               |

#### Del 2 (8 maj)
| Land      | Performer          | Instrument | Resultat                   |
| --------- | ------------------ | ---------- | -------------------------- |
| Finland   | Visa Sippola       | Piano      | Kunne ikke kvalificere sig |
| Holland   | Kate Sebring       | Piano      | Kunne ikke kvalificere sig |
| Østrig    | Daniela Koch       | Fløjte     | Kvalificeret               |
| Polen     | Jacek Kortus       | Piano      | Kunne ikke kvalificere sig |
| Rusland   | Dmitri Majboroda   | Piano      | Kvalificeret               |
| Slovenien | Luka Šulič         | Cello      | Kunne ikke kvalificere sig |
| Tjekkiet  | Markéta Janoušková | Violin     | Kunne ikke kvalificere sig |
| Sverige   | Andreas Brantelid  | Cello      | Kvalificeret               |

### Finale
På grund af fejringen af 250-året for fødslen af Wolfgang Amadeus Mozart blev stykkerne fremført af finalisterne begrænset til Mozart eller stykker fra hans samtidige. Der blev givet priser til de tre bedste lande. Tabellen nedenfor fremhæver disse ved hjælp af guld, sølv og bronze. Placeringsresultaterne for de resterende deltagere er ukendte og offentliggøres aldrig af European Broadcasting Union.
| #  | Land           | Performer           | Instrument | Stykke                                                                 | Resultater |
| -- | -------------- | ------------------- | ---------- | ---------------------------------------------------------------------- | ---------- |
| 01 | Rumænien [     | Alina Elena Bercu   | Piano      | Concerto for Piano and Orchestra, KV 503, 1st movement by W.A. Mozart  | -          |
| 02 | Schweiz        | Simone Sommerhalder | Obo        | Concerto for Oboe and Orchestra, KV 314, 1st movement by W.A. Mozart   | -          |
| 03 | Storbritannien | Jennifer Pike       | Violin     | Concerto for Violin and Orchestra, KV 216, 2nd movement by W.A. Mozart | -          |
| 04 | Norge          | Tine Thing Helseth  | Trompet    | Concerto for Trumpet and Orchestra, 1st movement by J. Haydn           | 2          |
| 05 | Sverige        | Andreas Brantelid   | Cello      | Concerto for Violoncello and Orchestra, 1st movement af J. Haydn       | 1          |
| 06 | Østrig         | Daniela Koch        | Fløjte     | Concerto for Flute and Orchestra, KV 314, 1st movement af W.A. Mozart  | -          |
| 07 | Rusland        | Dmitry Mayboroda    | Piano      | Concerto for Piano and Orchestra, KV 467 3rd movement af W.A. Mozart   | 3          |